# Zercanus rubroocellatus
Zercanus rubroocellatus är en insektsart som beskrevs av Dlabola 1965. Zercanus rubroocellatus ingår i släktet Zercanus och familjen dvärgstritar. Inga underarter finns listade i Catalogue of Life.